# Франко Дзефирели
Франко Дзефирели (на италиански: Franco Zeffirelli, роден Джанфранко Корси, на италиански: Gianfranco Corsi) е италиански актьор, режисьор, продуцент, сценарист.
Носител на наградата на БАФТА, 2 пъти печели наградата „Еми“, 5 пъти – наградата „Давид ди Донатело“, номиниран 2 пъти за награда „Оскар“. Член е на италианския Сенат от 1994 до 2001 г.

## Биография

### Произход и юношески години
Роден е на 23 февруари 1923 година като извънбрачно дете. Баща му е Оторино Корси, текстилен търговец, от Винчи, а майка му е Алаиде Гарози, известна шивачка във Флоренция. Съпругът ѝ Алберто Чиприани бил много болнав и постоянно отсъствал от дома, а това принудило майката да се грижи за трите им деца (братята и сестрите на Дзефирели) – Адриана, Убалдо, Джулиана (наричана Буби). Поради невъзможността детето да носи нито бащиното, нито фамилното име на Оторини Корси, майката избира Дзефирети, измислена от нея, като се вдъхновява от една ария, изпята в три актовата опера на Моцарт Идоменей – Zeffiretti lusinghieri. Една грешка на общинския писар, обаче превръща Дзефирети в Дзефирели, а Франко е единственият с тази фамилия.
Италиански изследователи откриват, че Дзефирели е потомък на един от братята от рода на Леонардо да Винчи.
Има трудно детство, заради факта, че е извънбрачно дете. Баща му не го припознава като син, а майка му умира твърде рано. За него започва да се грижи леля му Алаиде Бекатини (Лиде). Живее в Борсели с дойката си – Ерсилия Иноченти. Там, на село, за пръв път „открива“ театъра и силно се впечатлява от фантазията на бедните артисти. Искрата на оперното изкуство запалва чичо му Густаво, които го запознава с безкрайността и изяществото на това изкуство. Започва да учи английски при Мери О'Нийл, строга жена, с която овладява граматиката, поезията, театъра и историята, и се запознава с Шекспир, който ще се окаже основен вдъхновител във филмовото му творчество. По време на престоя си в доминиканския манастир, разположен на площад Сан Марко във Флоренция, среща Джорджо ла Пира, преподавател по римско право, апостол на милосърдието и вярата.
Започва да следва архитектура във Флорентинската академия за изящни изкуства. По това време с приятеля си от Художествения лицей Кармело организират пътуване из Южна Италия. След избухването на Втората световна война той се бие като партизанин, преди да се срещне с британски войници от 1-ва Шотландска гвардия и да стане техен преводач. След войната той отново влиза в университета във Флоренция, за да продължи следването си, но когато гледа филма Хенри V на Лорънс Оливие от 1945 г., той насочва вниманието и цялата си енергия към театъра. Дебютира като сценограф, като отговаря за декора на постановката Троил и Кресида, режисирана от Лукино Висконти. Методите на Висконти оказват голямо влияние върху по-късната работа на Дзефирели. Работи с режисьори като Виторио Де Сика и Роберто Роселини. През 60-те години той утвърждава името си, проектирайки и режисирайки свои собствени постановки в Лондон и Ню Йорк, а малко след това прехвърля идеите си и в киното.

### 50-те години на XX век
Заедно с Франческо Рози, Дзефирели прави стъпки в киното като асистент на Висконти във филмите Земята трепери (1948) и Чувство (1954). Асистент е и на режисьора Антонио Пиетранджели във филма Il sole nei occhi (1953). През 1953 г. по желание на Корадо Паволини е назначен за куратор на декорите и костюмите за постановката на Росини Италианката в Алжир, в Ла Скала, Милано.
През 1954 г. ръководи постановките Пепеляшка от Джоакино Росини и Любовен еликсир от Гаетано Доницети. Операта Турчинът (на италиански: Il Turco), поставена през 1955 г. в Италия, го отвежда през 1957 г. в Кралския театър в Единбург. Следват представленията на Миньон, комична опера в три акта на Амброаза Томас, Дон Паскуале, опера в три акта на Гаетано Доницети, Чечина, или добрата дъщеря /от италиански: La Cecchina, ossia La buona figliuola/, опера от Николо Пичини. През 1958 г. поставя Манон Леско в Кралската опера в Лондон, последвани от Лучия ди Ламермур(1959), Селска чест, Палячи.
През 1957 г. Дзефирели прави своя дебют в киното с филма Къмпинг.

### 60-те години на XX век
През 1960 г. той проектира костюмите на Джоан Съдърланд за Травиата.
В Ла Скала през 1960 г. той ръководи посоките Женски трикове / от италиански: Le astuzie femminili/ и Братът в любовта / от английски: The Brother in Love/. Поставя Бохеми и Аида през 1963, следва Травиата (1964). В Театро Ла Фениче във Венеция поставя Алчина (1960) и Лучия ди Ламермур (1961), в Триест Риголето и Фалстаф, във Фестивалната опера Глинбърборн Любовен еликсир, в Лондон Фалстаф, Дон Жуан, Алчина, а през 1964 г. Тоска, Риголето, Пуритани, във Виенска държавна опера през 1963 г. Бохеми (опера, която се поставя 410 пъти до 2014г.), в Метрополитън опера в Ню Йорк Фалстаф (1964), а през 1966 г. е премиерата на „Антоний и Клеопатра“ на Самюъл Барбър, на който той е и либретист.
През 1960 г. той поставя грандиозното изпълнение на Ромео и Жулиета на Шекспир в Олд Вик в Лондон, с Джон Страйд и Джуди Денч в главните роли. В Стратфорд на Ейвън през 1961 г. избира отново текст на Шекспир – Отело с Джон Гилгуд и Пеги Ашкрофт.
Към края на 60-те той печели международното внимание в областта на киното благодарение на две шекспирови адаптации: Укротяване на опърничавата (1967) и Ромео и Жулиета (1968). През 1966 г. прави документален филм за наводненията във Флоренция. През 60-те години Дзефирели режисира някои от най-запомнящите се спектакли в историята на италианския театър, като Хамлет, в ролята Джорджио Албертаци, в Лондон по повод Шекспировите тържества по случай 400-годишнината от рождението на великия драматург (1964), Кой се страхува от Вирджиния Улф? с Енрико Мария Салерно и Сара Ферати, Вълчицата по романа на Джовани Верга, в главна роля Ана Маняни.

### 70-те и 80-те години на XX век
В Метрополитън опера през 1970 г. поставя Селска чест и Отело през 1972 г. В Ла Скала се представя Бал с маски, във Виена през 1972 г. Дон Жуан и Кармен (1978), в Гранд театър в Женева Дъщерята на полка. През 1971 г. той режисира Братко Слънце, Сестро Луна, поетично възстановяване живота на Франциск от Асизи.
Завръща се в Милано през януари 1976 г., за да работи в Ла Скала, където поставя своята известна Аида, режисирана от Томас Шипърс, с Монсерат Кабайе и Карло Бергонци в главните роли. На 7 декември 1976 г. той се подписва за режисурата и сценографията на историческо издание на „Отело“ от Джузепе Верди, представлението, което открива оперния сезон на Ла Скала в Милано, под ръководството на Карлос Клайбер и с изпълнители Пласидо Доминго, Мирела Френи, Пиеро Капучили. Творбата за първи път е излъчена на живо по RAI.
След успеха на филма Исус от Назарет (1976), международна копродукция за живота на Исус, режисира Шампионът (1979), Безкрайна любов (1981), Младият Тосканини (1988). През 1990 г. се завръща към Шекспир с нова филмова адаптация на Хамлет. През 1981 г. режисира Селска чест и Палячи. Следват Турандот на Джакомо Пучини в Ла Скала, Лебедово езеро в Ла Скала и в Метрополитън, Бохеми (1981), Тоска (1985), Турандот (1987) и Травиата (1989), в Парижката опера през 1986 г. Травиата и в Триест през 1987 г. операта Дъщерята на полка.

### 90-те години на XX век и началото на XXI век
Ръководи постановките в Ла Скала на Дон Жуан (1990), Кармен (1996), Дон Карло (1992), Дъщерята на полка (1996). През 1993 г. се завръща в киното с филма Историята на една любов. Избран е за сенатор на републиката в списъците на Форца Италия, в област Катания, като получава рекорден брой гласове, които той потвърждава отново с преизбирането си за сенатор през 1996 г.
Впоследствие той поставя в Арена на Верона през 1995 г. Кармен от Жорж Бизе, със следващи спектакли през 1996 и 1997, 1999, 2002 и 2003, 2006, от 2008 до 2010, 2012, Аида от Джузепе Верди, което се възражда от 2003 до 2006, 2010 и 2015; през 2004 г. Мадам Бътерфлай също поставяна през 2006, 2010, 2014 и 2017, през 2010 г. Турандот от Джакомо Пучини, поставян през 2012, 2014 и 2016; Дон Жуан от Волфганг Амадеус Моцарт през 2012 година.
Между 1996 и 1999 г. режисира филмите Джейн Еър и Чай с Мусолини, последният частично автобиографичен. През декември 1999 г. се завръща, за да режисира телевизионните кадри на церемонията по откриването на Светата година. Създава филма Калас завинаги, вдъхновен от живота на близката му приятелка Мария Калас. До 2014 г. има над 800 представления под негова режисура.
През 2006 г. той прави пета постановка на Аида, интерпретирана от Виолета Урмана в Ла Скала. От 21 април до 3 май 2007 г. новата му постановка на Травиата от Джузепе Верди е поставена в Римската опера, с диригент Джанлуиджи Гелмети, сопрано Анджела Георгиу, баритон Ренато Брусон, тенор Виторио Григоло. Премиерата на 21 април е излъчена на живо в двадесет и две кина. Във филхармонията на Верона той дебютира през 2012 г. с операта Палячи.
Умира на сутринта на 15 юни 2019 г. в дома си в Рим, на 96-годишна възраст. Погребението е отслужено на 18 юни от кардинал Джузепе Бетори в катедралата Санта Мария дел Фиоре. Режисьорът е погребан, според изричната му воля, в семейния параклис на гробището на Порте Санте във Флоренция.

## Работа в киното
Филмът, с който Дзефирели се утвърждава като режисьор, е адаптацията на Шекспировата пиеса Укротяване на опърничавата (филм, 1967). Първоначално главните роли са предназначени за София Лорен и Марчело Мастрояни, но накрая участие вземат холивудските звезди Елизабет Тейлър и Ричард Бъртън, които помагат с финансирането на продукцията и вземат процент от печалбата. Докато редактира „Укротяване на опърничавата“, родната Флоренция на режисьора е опустошена от наводнения и месец по-късно той завършва кратък документален филм, озаглавен Флоренция: Дни на унищожението, за да събере средства за борба с бедствието.

Най-завладяващият филм на Дзефирели идва година след това. За главните роли на Ромео и Жулиета избира двама тийнейджъри. Филмът от 1968 г. и до днес е изключително популярен и дълги години е определян за най-добрата адаптация на пиесата. Интересен факт е, че на премиерата на филма Дзефирели кани само хора до 21-годишна възраст. Той казва, че това е любовна история, която само младите биха разбрали. Филмът печели 14,5 милиона долара в северноамериканския бокс офис през 1969 г. През 1973 г. е преиздаден и донася 1,7 милиона долара. Филмовият критик Роджър Ебърт в „Чикаго Сън Таймс“ пише: 
| „ | Вярвам, че Ромео и Жулиета на Франко Дзефирели е най-вълнуващият филм по Шекспир, правен някога | “ |

След две успешни филмови адаптации на Шекспирови пиеси Дзефирели преминава към религиозни теми, първо с филм за живота на св. Франциск от Асизи, озаглавен Братко Слънце, сестро Луна (1972), след това Исус от Назарет (1977). Следват Шампионът (1979) и Безкрайна любов (1981). През 80-те години той прави серия от успешни филми, адаптиращи опера към екрана, с звезди като Пласидо Доминго, Тереса Стратас, Хуан Понс и Катя Ричарели. Връща се към Шекспир с филма Хамлет (1990), като за главната роля избира актьора Мел Гибсън. А неговата адаптация от 1996 г. на романа на Шарлот Бронте Джейн Ейър критичен успех.
Дзефирели често избира непознати актьори за главни роли, но мъжките му открития рядко избират актьорската кариера слез това. Ленърд Уайтинг (Ромео в Ромео и Жулиета), Греъм Фолкнър (Св. Франциск в Братко Слънце, сестро Луна) и Мартин Хюит (Дейвид Акселрод в „Безкрайна любов“) напускат филмовия бизнес. Жените в главните роли в тези филми (Оливия Хъси и Брук Шийлдс) постигат далеч по-голям успех в кино индустрията. Той обаче режисира впечатляващ брой актьори, спечелили или номинирани за Оскар: Маги Смит, Лорънс Оливие, Род Стайгър, Шер, Елизабет Тейлър, Джуди Денч, Алек Гинес, Джеръми Айрънс, Уилям Хърт, Ана Пакуин, Биътрис Стрейт, Джон Войт, Фей Дънауей, Валентина Кортес, Шърли Найт, Джоан Плоурайт, Хелена Бонам Картър, Ричард Бъртън, Алън Бейтс, Глен Клоуз, Пол Скофийлд, Ванеса Редгрейв, Кристофър Плъмър, Ърнест Боргнайн, Питър Устинов, Антъни Куин, Ан Банкрофт и много други.

### Работа в операта
Дзефирели е главен режисьор на оперни постановки от 50-те години в Италия, из Европа и в САЩ. Започва кариерата си в театъра като асистент на Лукино Висконти. Тогава се запознава с изкуството на сценографията и дизайна на костюми. Първата му работа като режисьор е в опера-буфа от Джоакино Росини. Той става много близък приятел с Мария Калас и двамата работят заедно постановката на Травиата, която се поставя в Далас, Тексас, през 1958 г. От особено внимание е постановката в Кралската опера от 1964 г. на Тоска с Мария Калас и Тито Гоби. През същата година той създава последната Норма на Калас за Парижката опера. Дзефирели си сътрудничи с Джоан Съдърланд, за която проектира и режисира трагичната опера, в 3 десйтвия от Гаетано Доницети „Лучия ди Ламермур“ (1959). През годините той създава няколко спектакъла за Метрополитън опера в Ню Йорк, включително Бохеми, Тоска, Турандот и Дон Жуан. Когато новата Метрополитън опера отваря в Линкълн Център, той режисира първата си опера от Самюъл Барбър Антоний и Клеопатра, с участието на Леонтин Прайс.
- Някои от неговите оперни постановки се превръщат в световна класика.[27][28][29][30]

## Естетика
Сред най-известните италиански режисьори в света. Почти всички от филмите му са международни продукции. Франко Дзефирели, като филмов режисьор, се характеризира с елегантност и отношение към мелодрамата и любовните истории, разработва с усещане за спектакъл и грандиозност на визуалния образ, но не е освободен от маниеристични разколебания и естетицизъм и понякога е холографски лошо издържан.
Франко Дзефирели е омагьосан от Шекспир. В голяма част от творчеството си избира да покаже тази Шекспирова магия – през величието на оперното, музикално изкуство; през театралните мизансцен, декор и костюми; през средствата на кино изкуството, които позволяват силното акцентиране на красотата, основно търсене на Дзефирели като режисьор.

## Теми и идеи в филмите
- Търсенето на красотата в/през:
  - младостта;
  - природата;
  - любовта;
  - приятелството;
  - музиката, оперното изкуство в частност;
  - изкуството.
- Религията и отричането от себе си, заради другите – в Братко Слънце, Сестро Луна, идеята за Св. Франциск.
- Любовта във всичките ѝ измерения: разгледана от невинността и чистота на първия любовен трепет в „Ромео и Жулиета“, през любов и грижа за околните, до бурната и изпепеляваща любов в „Укротяване на опърничавата“.
- Изобразяване на силни характери на екран.

## Спомен с Коко Шанел
Лукино Висконти взема решение да направи филм по шедьовъра на Васко Пратолини – „Хроника на бедните влюбени“, но поради семейни причини не е имал възможността да замине. Поверява тази задача на Дзефирели, който през юни 1949 г. се озовава в Париж със заръка да достави три препоръчителни писма за: Жан Кокто, Коко Шанел и актьора Жан Маре. Среща се с Шанел в хотел „Риц“. Няколко дни след това си правят разходка из парижките улици – разговарят за красотата на живота, за любовта, за модата и т.н. На 14 юли, Деня на Бастилията, се озовават на сред празника на площада на Бастилията. Вечерта Шанел кани Дзефирели на вечеря на улица„Камбон“ 31 и на сбогуване му подарява 12-те репродукции на балерини, подписани от Анри Матис, които Дзефирели продава по-късно, когато има финансови затруднения.
През 1965 г. Дзефирели поставя Норма на парижка сцена, една от най-очакваните постановки от френския хайлайф. За тази премиера от всички краища на света се стичат най-важните хора в живота му, за да гледат тази опера: Онасис, Лиде, Видже, Фани, Ана Маняни, Мария Калас (на сцената) и сред всички тях – Коко Шанел. Среща се с нея след представлението и ѝ обяснява колко съжалява, че се е разделил с тези рисунки от Матис. Два дена след това получава една малка рисунка от Пабло Пикасо, подарена му от Коко Шанел.

## Филмография

### Режисьор
| година | филм                           | оригинално заглавие           | бележки           |
| ------ | ------------------------------ | ----------------------------- | ----------------- |
| 1957   | Къмпинг                        | Camping                       |                   |
| 1964   | Мария Калас в Ковънт Гардън    | Maria Callas at Covent Garden | телевизионен филм |
| 1965   | Един ден заедно                | Un giorno insieme             |                   |
| 1966   | Флоренция: Дни на унищожението | Per Firenze                   | документален филм |
| 1967   | Укротяване на опърничавата     | La Bisbetica domata           |                   |
| 1968   | Ромео и Жулиета                | Romeo and Juliet              |                   |
| 1972   | Братко Слънце, сестро Луна     | Fratello Sole, Sorella Luna   |                   |
| 1977   | Исус от Назарет                | Gesù di Nazareth              |                   |
| 1979   | Шампионът                      | The Champ                     |                   |
| 1981   | Безкрайна любов                | Endless Love                  |                   |
| 1982   | Палячи                         | Pagliacci                     |                   |
| 1982   | Селска чест                    | Cavalleria rusticana          |                   |
| 1983   | Травиата                       | La Traviata                   |                   |
| 1986   | Отело                          | Otello                        |                   |
| 1988   | Младият Тосканини              | Il giovane Toscanini          |                   |
| 1990   | Хамлет                         | Amleto                        |                   |
| 1992   | Дон Карлос                     | Don Carlo                     |                   |
| 1993   | Историята на една любов        | Storia di una capinera        |                   |
| 1996   | Джейн Еър                      | Jane Eyre                     |                   |
| 1999   | Чай с Мусолини                 | Un tè con Mussolini           |                   |
| 2002   | Калас завинаги                 | Callas Forever                |                   |

### Сценарист
- Къмпинг (1957)
- Флоренция: Дни на унищожението (1966) – документален филм
- Укротяване на опърничавата (1967)
- Ромео и Жулиета (1968)
- Братко Слънце, сестро Луна (1972)
- Травиата (1983)
- Отело (1986)
- Младият Тосканини (1988)
- Хамлет (1990)
- Историята на една любов[41]) (1993)
- Чай с Мусолини (1999)
- Калас завинаги (2002)
- Почит към Рим (2009)

### Сценограф
```
* повечето споменати по-долу филми са телевизионни реализации на негови постановки
```

| Година | Заглавие          | Бележки                                                                                    |
| ------ | ----------------- | ------------------------------------------------------------------------------------------ |
| 1955   | Андреа Шение      | режисьор Клементе Фракаси                                                                  |
| 1965   | Бохеми            | реж. Вилхелм Земелрот                                                                      |
| 1976   | Отело             | с Пласидо Доминго, Мирела Френи и Пиеро Капуличи - (Дзефирели художник на костюмите)       |
| 1978   | Отело             | с Джон Викърс, Рената Ското и Корнел Макнийл                                               |
| 1978   | Кармен            | с Елена Образцова и Пласидо Доминго                                                        |
| 1979   | Отело             | с Пласидо Доминго, Хилда Крус-Ромо и Шеръл Милнс                                           |
| 1982   | Бохеми            | с Тереза Стратас, Хосе Карерас и Рената Скот                                               |
| 1985   | Тоска             | с Хилдегард Беренс, Пласидо Доминго и Корнел Макнийл                                       |
| 1988   | Турандот          | с Ева Мартон, Пласидо Доминго и Леона Мичъл                                                |
| 1990   | Дон Жуан          | със Самюел Рейми, Карол Ванес и Джери Хадли                                                |
| 1992   | Дон Карлос        | с Лучано Павароти, Самюел Рейми, Паоло Кони                                                |
| 1993   | Фалстаф           | с Паул Плишка и Мирела Грени - (Дзефирели художник на костюмите)                           |
| 1994   | Палячи            | с Тереза Стратас, Хуан Понс, Пласидо Доминго и Лучано Павароти                             |
| 1996   | Дъщерята на полка | с Ева Подлес и Бруно Пратико - (Дзефирели художник на костюмите)                           |
| 1997   | Кармен            | с Валтрауд Майер, Пласидо Доминго и Сергей Лейферкус                                       |
| 1998   | Палячи            | с Пласидо Доминго, Вероника Виляроел и Грегорий Юрисич - (Дзефирели художник на костюмите) |
| 2002   | Травиата          | със Стефания Бонфадели и Ренато Брузон                                                     |
| 2003   | Бохеми            | с МАрсело Алварес и Кристина Галярдо Домас                                                 |
| 2003   | Кармен            | с Марина Домашенко и Марко Берти                                                           |
| 2006   | Аида              | с Виолета Урмана и Роберто Аланя                                                           |
| 2008   | Бохеми            | с Анджела Георгиу и Рамон Варгас                                                           |
| 2009   | Турандот          | с Мария Гулегина                                                                           |

### Актьор
- Депутатката Анджелина[42] (1947) режисьор Луиджи Дзампа[43] – Франко Дзефирели като Филипо Гароне.[44]
- Мистерията на Данте[45] (2014) с с режисьор Луис Нероу,[46] а Дзефирели играе себе си във филма.

Дзефирели участва в следните документални филми:
| Година | Заглавие                                               | Режисьор                   |
| ------ | ------------------------------------------------------ | -------------------------- |
| 1972   | Дзефирели и .. „Историята на Св. Франциски“ от Джото   | Лучано Емер                |
| 1978   | Калас: документален филм                               | Джон Ардойн                |
| 1980   | Аз съм Ана Маняни                                      | Крис Верморкен             |
| 1986   | Последните моголи                                      | Кристофър Сайкс            |
| 1987   | Мария Калас: Живот и творчество                        | Алън Люенс и Алистър Мичъл |
| 1987   | Мария Калас: Божествената – портрет                    | Тони Палмър                |
| 1999   | Един магически приятел: Маестро Нино Рота              | Марио Моничели             |
| 1999   | Лукино Висконти                                        | Карло Лидзани              |
| 2002   | Висконти                                               | Адам Лоу                   |
| 2004   | Мария Калас: Да живееш и умреш за изкуството и любовта | Стийв Клоу                 |
| 2006   | Страстта: Филми, вяра и ярост                          | Рори Уийлър                |
| 2006   | Сартория Тирели – да облечеш киното                    | Джанфранко Джани           |
| 2006   | Джоан Съдърланд: Неохотната примадона                  | Стийв Коул                 |
| 2009   | Дрехата и лицето                                       | Франческо Костабиле        |

## Театър

### Режисьор и сценограф
- Ромео и Жулиета, от Уилям Шекспир, Театър „Олд Вик[47]“, Лондон (1960)
- Отело, от Уилям Шекспир, Кралски Шекспиров театър,[48] Стратфорд на Ейвън (1961)
- Ромео и Жулиета, от Уилям Шекспир, Бродуей[49] (1962)
- Хамлет, от Уилям Шекспир, Театър Елисео[50] в Рим, Театър дьо ла Вил[51] в Париж (1963)
- Хамлет, от Уилям Шекспир, Шаушпилхаус в Цюрих, Императорски театър във Виена, Театър Олд Вик в Лондон(1964[52]
- След грехопадението, от Артър Милър, Театър Елисео в Рим (1965)
- La Lupa, от Джовани Верга, Театро дела Пергола[53] във Флоренция (1965)
- Много шум за нищо, от Уилям Шекспир, Театър Олд Вик в Лондон (1965)
- Деликатен баланс, от Едуард Олби, Театър Елисео в Рим (1966)
- Ромео и Жулиета, от Уилям Шекспир. Театър Бончи[54] в Рим (1966)
- Venti zecchini d'oro, от Паскоале Феста Кампанили[55] и Луиджи Магни,[56] Театро Систина[57] в Рим (1968)
- Клетвата, от Алексей Николаевич Арбузов, Театър Бончи в Рим (1968)
- Събота, неделя, понеделник, от Едуардо дьо Филипо, Кралски национален театър в Лондон (1973)
- Мъртвият град, от Габриеле д'Анунцио, Гардоне Ривиера (1975)[58]
- Лоренцачо,[59] от Кармело Бене,[60] Комеди-Франсез в Париж (1976)
- Мария Стюарт, от Фридрих Шилер, Театро дела Пергола (1983)
- Правилно си ти (ако мислиш така) от Луиджи Пирандело, Театър Метастасио в Прато (1984)[61]
- Шест героя в търсене на автор, от Луиджи Пирандело, Античен театър на Таормина в Сицилия (1991)[62]

### Само като режисьор
- Кой се страхува от Вирджиния Улф? от Едуард Олби, Биенале на Венеция (1963)
- Дамата с камелиите от Александър Дюма-син, Театърът на зимната градина[63] /театър на Бродуей/ (1963)
- Кой се страхува от Вирджиния Улф?, от Едуард Олби, Театър на Ренесанса в Париж(1965)[64]
- Черна комедия от Питър Шафър, Театър Елизео в Рим (1967)
- Due più due non fa più quattro,[65] Лина Вертмюлер, Театър Метастасио в Прато (1968)[66]
- Filumena Marturano,[67] Едуардо дьо Филипо, Кралски национален театър в Лондон (1977)
- Filumena Marturano, Едуардо дьо Филипо, Театър Свети Джеймс /театър на Бродуей/ (1980)

### Само като сценограф
- Трамвай „Желание“, пиеса от Тенеси Уилямс, режисьор Лукино Висконти, Театър Елизео в Рим (1949)
- Троил и Кресида, пиеса от Уилям Шекспир, режисьор Лукино Висконти, Театър Елизео в Рим (1949)
- Три сестри, пиеса от Антон Чехов, режисьор Лукино Висконти, Театър Елизео в Рим (1952)

## Опера
| Година | Заглавие            | Оригинално заглавие      | Театър/ Опера               | Град           |
| ------ | ------------------- | ------------------------ | --------------------------- | -------------- |
| 1954   | Любовен еликсир     | L'elisir d'amore         | Ла Скала                    | Милано         |
| 1955   | Италианецът в Алжир | L'Italiana in Algeri     | Festival d'Olanda           | Амстердам      |
| 1955   | Турчинът в Италия   | Il turco in Italia       | Ла Скала                    | Милано         |
| 1956   | Фалстаф             | Falstaff                 | Festival d'Olanda           | Амстердам      |
| 1956   | Дон Жуан            | Don Giovanni             | Teatrino di corte           | Неапол         |
| 1957   | Линда ди Шамуни     | Linda di Chamounix       | Театро ал Масимо            | Палермо        |
| 1957   | Италианецът в Алжир | L'Italiana in Algeri     | Гражданската опера          | Далас          |
| 1957   | Риголето            | Rigoletto                | Театър „Карло Феличе“       | Генуа          |
| 1958   | Травиата            | La traviata              | Гражданската опера          | Далас          |
| 1958   | Дон Паскуале        | Don Pasquale             | Театър „Карло Феличе“       | Генуа          |
| 1958   | Норма               | Norma                    | Театро ал Масимо            | Палермо        |
| 1958   | Фалстаф             | Falstaff                 | Израелската опера           | Тел Авив       |
| 1959   | Трубадур            | Il trovatore             | Театър „Карло Феличе“       | Генуа          |
| 1959   | Палячи              | Pagliacci                | Кралска опера               | Лондон         |
| 1959   | Селска чест         | Cavalleria rusticana     | Кралска опера               | Лондон         |
| 1959   | Лучия ди Ламермур   | Lucia di Lammermoor      | Кралска опера               | Лондон         |
| 1959   | Дъщерята на полка   | La figlia del reggimento | Театро ал Масимо            | Палермо        |
| 1960   | Риголето            | Rigoletto                | Кралският театър на Ла Мони | Брюксел        |
| 1960   | Гризелда            | Griselda                 | Театро Масимо               | Катания        |
| 1960   | Фалстаф             | Falstaff                 | Театро ал Масимо            | Палермо        |
| 1960   | Лучия ди Ламермур   | Lucia di Lammermoor      | Театро ал Масимо            | Палермо        |
| 1961   | Фалстаф             | Falstaff                 | Кралска опера               | Лондон         |
| 1961   | Дон Жуан            | Don Giovanni             | Гражданската опера          | Далас          |
| 1962   | Дон Жуан            | Don Giovanni             | Кралска опера               | Лондон         |
| 1963   | Бохеми              | La bohème                | Виенска държавна опера      | Виена          |
| 1963   | Фалстаф             | Falstaff                 | Оперен театър               | Рим            |
| 1964   | Риголето            | Rigoletto                | Кралска опера               | Лондон         |
| 1964   | Фалстаф             | Falstaff                 | Метрополитън опера          | Ню Йорк        |
| 1965   | Норма               | Norma                    | Пале Гарние                 | Париж          |
| 1965   | Антоний и Клеопатра | Antony and Cleopatra     | Метрополитън опера          | Ню Йорк        |
| 1972   | Дон Жуан            | Don Giovanni             | Виенска държавна опера      | Виена          |
| 1976   | Отело               | Otello                   | Ла Скала                    | Милано         |
| 1979   | Травиата            | La traviata              | Общински театър             | Рио де Жанейро |
| 1981   | Бохеми              | La bohème                | Метрополитън опера          | Ню Йорк        |
| 1984   | Травиата            | La traviata              | Театро Комунале             | Флоренция      |
| 1986   | Травиата            | La traviata              | Пале Гарние                 | Париж          |
| 1989   | Травиата            | La traviata              | Метрополитън опера          | Ню Йорк        |

### Само режисьор
- Кармен, Театър „Карло Феличе“ в Генуа (1956)
- Миньон, Ла Скала в Милано (1958)
- Lo frate 'nnamorato, Фестивалът dei Due Mondi Сполето в Сполето (1958)
- Севилският бръснар, Театър „Карло Феличе“ в Генуа (1959)
- Евридика, Градини „Боболи“ във Флоренция (1960)
- Таис, Гражданска опера на Далас (1960)
- Любовен еликсир, Фестивал в Гластънбъри(1961)
- Аида, Ла Скала в Милано (1963)
- Тоска, Кралска опера в Лондон (1964)
- Бал с маски, Ла Скала в Милано (1972)
- Аида, Римска опера (1973)
- Бохеми, Театър „Маестранца“ в Севиля (1995)
- Бохеми, Театър на Сан Карло в Неапол (1995)
- Дъщерята на полка, Ла Скала в Милано (1996)
- Бохеми, Израелска опера в Тел Авив (1996)
- Аида, Нов национален театър в Токио (1998)
- Палячи, Маджо Музикале Фиорентино (2009)

### Само като сценограф
- Alcina, Театро Ла Фениче във Венеция (1960)
- Орфей, Театър La Cometa в Рим (1960)
- Пуританите, Театър Масимо в Палермо (1961)
- Селска чест, Ла Скала в Милано (1970)
- Палячи, Ла Скала в Милано (1970)
- Отело, Метрополитън в Ню Йорк (1972)
- Кармен, Държавна опера във Виена (1978)
- Турандот, Ла Скала в Милано (1983)
- Тоска, Метрополитън в Ню Йорк (1985)
- Турандот, Метрополитън в Ню Йорк (1987)
- Дон Жуан, Метрополитън в Ню Йорк (1990)
- Бохеми, Римска опера (1992)
- Палячи, Римска опера (1992)
- Дон Карло, Ла Скала в Милано (1992)
- Кармен, Арена на Верона (1995)
- Тоска, Римска опера (1999)
- Аида, Театър Кокия в Новара (2001)
- Травиата, Театро Джузепе Верди в Парма (2002)
- Аида, Арена на Верона (2002)
- Трубадур, Арена на Верона (2002)
- Аида, Арена на Верона (2003)
- Кармен, Арена на Верона (2003)
- Бохеми ,Ла Скала в Милано (2003)
- Аида, Перголата на Флоренция (2003)
- Аида, Театър на Аржентина в Рим (2003)
- Бохеми, Римска опера (2003)
- Мадам Бътерфлай, Арена на Верона (2004)
- Фалстаф, Римска опера (2009)
- Аида, Общински театър Джузепе Верди в Салерно (2009)
- Турандот, Арена на Верона (2010)
- Турандот, Арена на Верона (2011)
- Дон Жуан, Арена на Верона (2012)
- Бохеми, Ла Скала в Милано (2013)
- Палячи, Театър в Каляри (2013)
- Турандот, Арена на Верона (2014)
- Кармен, Арена на Верона (2014)
- Мадам Бътерфлай, Арена на Верона (2014)
- Аида, Арена на Верона (2015)
- Дон Жуан, Арена на Верона (2015)
- Травиата, Арена на Верона (2019)

## Балет
| Година | Заглавие       | Оригинално заглавие    | Допълнителна информация                         | Театър/ Опера | Град   | Бележки                         |
| ------ | -------------- | ---------------------- | ----------------------------------------------- | ------------- | ------ | ------------------------------- |
| 1955   | Пепеляшка      | Cenerentola (balletto) | три актов балет, музика на Сергей Прокофиев     | Ла Скала      | Милано | Режисура, костюми и сценография |
| 1985   | Лебедово езеро | Il lago dei cigni      | балет от 4 действия, музика на Пьотър Чайковски | Ла Скала      | Милано | Режисьор и сценограф            |

## Биографичен филм за Дзефирели
- Франко Дзефирели: Магическият ритъм на живота (на английски: Franco Zeffirelli: A Magical Rhythm of Life)[68][69] (2003), Италия, режисьор Сандро Лай[70]

## Награди и отличия
- Давид на Донатело
  - 1969: за най-добър режисьор – Ромео и Жулиета (1968)
  - 1972: за най-добър режисьор – Братко Слънце, сестро Луна (1972)
  - 1991: за най-добър чуждестранен филм – Хамлет (1990)
  - 1979: за цялостно творчество
  - 2002 награда Европейският Давид – специална награда, присъждана на италиански и чуждестранни режисьори в наградите „Давид на Донатело“ от 1973 до 1983 година.[71][72]
- Сребърна лента
  - 1969: за режисьор на най-добрия филм – Ромео и Жулиета (1968)
- Национален съвет за преглед на филмите,[73] 1968 награда за най-добър режисьор на Ромео и Жулиета (1968)
- Награда „Еми“ (1982) за най-добър режисьор на Селска чест[74] и Палячи[75]
- Награда на БАФТА[76] за най-добър дизайн на продукция 1983 за Травиата[77]
- Номинация Оскар за най-добър режисьор 1969 за филма Ромео и Жулиета (1968)
- Номинация Оскар за най-добри декори 1983 за филма Травиата
- Наградата за изкуство, наука и мир[78][79] 2005
- Награда Premio Colosseo[80] за късометражния документален филм Почит към Рим[81] (2009)
- Награда за изкуства „Фиорентини в света[82]“, в категория „Визуални изкуства“, 2010
- Награда „Златен грифон[83]“, връчена от община Генуа
- Награда „Златен флорин“, връчена от община Флоренция[84]
- Награда за цялостен принос „Анна Маняни“ (2012)[85]

## Признания
През септември 2017 г. във Флоренция отваря врати Международният център за театрално изкуство „Франко Дзефирели“, в който се помещава мащабната му колекция от творчески материали, както и част от личната му библиотека.
- Орден за заслуги към Италианската република,[88] връчен по инициатива на президента на Италия Джовани Леоне на 23 април 1977 г.[89]
- През 1996 г. получава почетната степен почетен доктор за услуги в областта на изкуствата от Университета в Кент на церемония, проведена в Кентърбърийска катедрала.
- Получава наградата „Кристален глобус“ на Международния филмов фестивал в Карлови Вари през 1999 за изключителен артистичен принос в световното кино.
- Медал за принос в развитието на културата и изкуството[90] връчен през 2007 г.
- Орден на Британската империя,[91][92] Лондон, 24 ноември 2004 г.

## Сексуалност
През 1996 г. Дзефирели разкрива публично, след дълги години предпазливост и дискретност към личния си живот, че е хомосексуалист. Дзефирели каза, че смята себе си за хомосексуален, а не за гей, тъй като смята, че терминът „гей“ е по-малко елегантен.
Известно време името му се свързва с режисьора Лукино Висконти.
По думите на актрисата Оливия Хъси, която се чувствала като негова муза, на въпроса дали някога е бил влюбен в жена, Маестрото отговаря: Да, веднъж, в Оливия Хъси, когато работихме заедно на снимачната площадка на „Ромео и Жулиета“.

## Обвинения в сексуален тормоз
Филмовият режисьор Брус Робинсън твърди, че върху него е упражняван сексуален тормоз от страна на Дзефирели, по време на снимачния процес на „Ромео и Жулиета“, в който Робинсън играе ролята на Бенволио. Робинсън споделя, че прототип за развратния характер на чичо Монти във филма „Withnail and I“ е именно Дзефирели.
През 2018 г. актьорът Джонатан Шек твърди, че Дзефирели му е посягал сексуално по време на снимките на „История за една любов“ Синът на Дзефирели Джузепе дава изявление, в което отрича това твърдението.

## Личен живот
Режисьорът има двама синове Джузепе (Пипо) и Лучано Дзефирели, които помагат на осиновителя си в неговите дела, когато той вече е в напреднала възраст.

## Критика
Дзефирели е критикуван от религиозни групи в богохулство, заради начина, по който изобразява религиозните символи в своите филми. Напротив, Дзефирели обвинява Мартин Скорсезе в антисемитизъм за описанието на филма му „Последното изкушение на Христос“ като продукт на „че еврейската културна измет от Лос Анджелис, който винаги е повод за шанс да атакува християнския свят“.
Дзефирели е силно консервативен римокатолик и има два пълни мандата в италианския сенат като член на дясноцентристката партия „Форца Италия“ (на италиански: Forza Italia) на Силвио Берлускони. Той е критикуван от членове на гей общността за отстояването на позицията на католическата църква по отношение на хомосексуалността и за подкрепата в позицията на църквата относно абортите, призоваваща смъртно наказание за всяка жена, която е прекъснала своята бременност.
Той отново предизвика спорове, когато през 2006 г. заявява пред вестник, че не е сексуално насилван от свещеник като дете.

## Смърт
Дзефирели умира в дома си в Рим на 15 юни 2019 г., на 96-годишна възраст. Синът му Лучано разказва пред „Дъ Сън“, че баща му е починал вкъщи по обяд в събота. Той казва: „Беше страдал известно време, но си тръгна по мирен начин“.